# Carl Adolf Christiansson
Carl Adolf Christiansson, född 25 september 1866 i Östra Vingåkers församling, död 9 mars 1949 i Hedvig Eleonora församling, Stockholm, var ett svenskt justitieråd.
Christiansson tog hovrättsexamen i Uppsala 1892 och var därefter domarvikare på landet samt i Svea hovrätt och Nedre justitierevisionen 1893–1910. Han blev häradshövding i Östernärkes domsaga 1908 och justitieråd 1910.

## Utmärkelser
- Kommendör av första klassen av Nordstjärneorden, 6 juni 1913.[3]